# Сульфід барію
Сульфі́д ба́рію — барієва сіль сірководневої кислоти. Хімічна формула — BaS.

## Фізичні властивості
Сульфід барію утворює безбарвні кристали кубічної сингонії, просторова група F m3m, параметри комірки a = 0,63877 нм, Z = 4, структура типу хлориду натрію NaCl.
Сполука плавиться при температурі 2200 °C з розкладанням.
Добре розчиняється у воді, практично не розчиняється в спирті. З розчину кристалізується у вигляді гексагідрату BaS·6H2O.

## Отримання
У промисловості сульфід барію отримують прожарюванням сульфату барію з вугіллям або коксом (проміжний продукт при отриманні барію):
{\displaystyle {\mathsf {BaSO_{4}+4\ C\longrightarrow \ BaS+4\ CO\uparrow }}}
В лабораторних умовах його добувають пропусканням сірководню через розчин гідроксиду барію при охолодженні[джерело?]:
{\displaystyle {\mathsf {Ba(OH)_{2}+\ H_{2}S\longrightarrow \ BaS+2\ H_{2}O}}}

## Хімічні властивості
Легко розкладається кислотами з виділенням сірководню:
{\displaystyle {\mathsf {BaS+2\ HCl\longrightarrow \ BaCl_{2}+\ H_{2}S\uparrow }}}
Гідролізується водою до гідросульфіду:
{\displaystyle {\mathsf {2\ BaS+2\ H_{2}O\longrightarrow \ Ba(HS)_{2}+\ Ba(OH)_{2}}}}
Водні розчини BaS повільно окислюються киснем повітря з виділенням сірки[джерело?]:
{\displaystyle {\mathsf {2\ BaS+2\ H_{2}O+O_{2}\longrightarrow 2\ Ba(OH)_{2}+2\ S\downarrow }}}
При прожаренні на повітрі утворюється сульфат барію:
{\displaystyle {\mathsf {BaS+2\ O_{2}\longrightarrow \ BaSO_{4}}}}

## Застосування
- Проміжний продукт при отриманні барію і його сполук[джерело?].

- Для видалення волосяного покриву зі шкур в шкіряній промисловості[джерело?].

## Токсичність
Сульфід барію є отруйною речовиною як внаслідок токсичності сірководню, що утворюється в результаті його гідролізу, так і з-за іонів барію[джерело?]